# Elstar

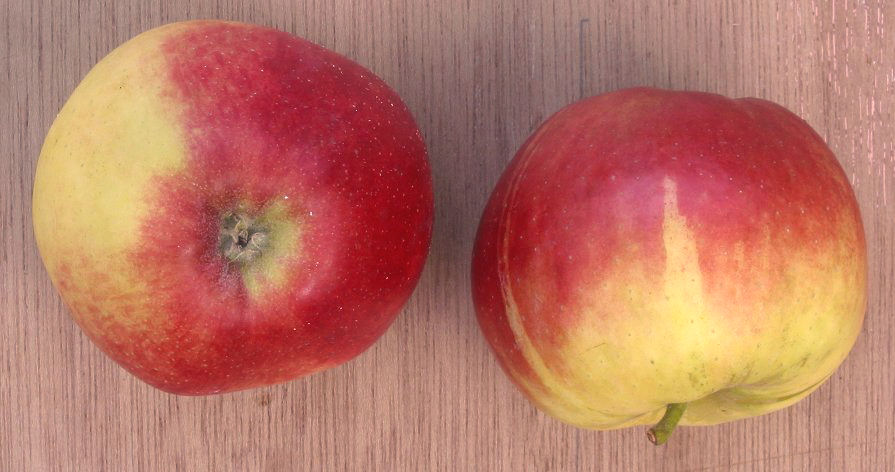
Elstar

Elstar är en äppelsort som utvecklades genom en korsning mellan Golden Delicious och Ingrid Marie i Nederländerna under 1950-talet. Det blev snabbt populärt i Europa och introducerades i Amerika 1972.
Elstar är ett medelstort till stort runt äpple med röda ränder på gul botten. Det skarpa, fasta och gräddfärgade köttet har en sötsyrlig smak.
Bra resistens mot skorv och mjöldagg, känslig för fruktträdskräfta. 132 dagar mellan blomning och skörd. Medelvikt 125 gram, Densitet 0,81, sockerhalt 14,0%  syrahalt 0,95%